# Нове Рачкі
Нове Рачкі (пол. Nowe Raczki, нім. Neu Retzken) — село в Польщі, у гміні Велички Олецького повіту Вармінсько-Мазурського воєводства.
Населення — 30 осіб (2011).
У 1975-1998 роках село належало до Сувальського воєводства.

## Демографія
Демографічна структура станом на 31 березня 2011 року:
|          | Загалом | Допрацездатний вік | Працездатний вік | Постпрацездатний вік |
| -------- | ------- | ------------------ | ---------------- | -------------------- |
| Чоловіки | 19      | 4                  | 12               | 3                    |
| Жінки    | 11      | 3                  | 5                | 3                    |
| Разом    | 30      | 7                  | 17               | 6                    |